# Gloriane Blais
Gloriane Blais, née à Sherbrooke, est une ancienne juriste canadienne. Elle est candidate à plusieurs élections dans la région de Lac Mégantic. Elle est associée au mouvement anti-vaccination lors de la pandémie de Covid-19. Ses multiples prises de position et son discours allant à l'encontre de l'autorité des tribunaux dans diverses causes lui ont valu une radiation du Barreau du Québec en 2022 pour huit ans.

## Biographie
Née à Sherbrooke, Blais devient avocate en 1999. Elle représente certaines des victimes de l'accident ferroviaire de Lac-Mégantic en 2013,,,.
Blais est choisie candidate du Parti québécois dans la circonscription provinciale de Mégantic-Compton lors des élections générales de 2007 et de 2008, les électeurs choisissant toutefois d'élire Johanne Gonthier du Parti libéral du Québec. Elle se présente à nouveau, cette fois dans la nouvelle circonscription de Mégantic, en 2012 puis en 2018, sans succès,,,.
Blais présente sa candidature à la chefferie du Parti québécois en 2020, mais ne réussit pas à réunir les 2 000 signatures de membres du parti nécessaires dans les délais prescrits pour officialiser sa candidature,.
C'est comme candidate indépendante qu'elle brigue les suffrages dans la circonscription fédérale de Mégantic-L'Érable lors des élections générales du 20 septembre 2021. Elle recueille moins de 1 % des votes exprimés.

## Plaintes en déontologie et radiation
Au cours de la pandémie de Covid-19, Gloriane Blais propage des messages de groupes anti-vaccination sur les médias sociaux et participe à des manifestations contre les mesures sanitaires prises pour réduire l'impact de la pandémie,,,.
En 2021, elle est visée par des plaintes déontologiques en lien avec l'obligation des avocats de « soutenir l’autorité des tribunaux » et de faire preuve « d’objectivité, de modération et dignité », concernant ses propos attaquant l'impartialité et l'intégrité d'un juge lors de procédures judiciaires en 2020 et 2021. Le Conseil de discipline du Barreau du Québec considère qu'elle a « commis des actes dérogatoires à l’honneur et à la dignité du Barreau » à ces occasions et la déclare coupable d'avoir « manqué à son devoir de servir la justice et de soutenir l’autorité des tribunaux et agi de manière à porter préjudice à l’administration de la justice »,.
Au mois de février 2022, le conseil d'administration du Barreau ordonne un examen médical visant à déterminer si elle présente « un état physique ou psychique incompatible avec l'exercice de sa profession ». Refusant de se soumettre à un examen, le Conseil d’administration du Barreau du Québec prononce sa radiation le 2 mars 2022, lui retirant le droit d'exercer la profession d'avocate au Québec.
Le 14 septembre 2022, le Conseil de discipline lui impose deux périodes de radiations temporaires de deux et huit ans, purgées de façon concurrente,. Elle tente alors, sans succès, de porter la décision en appel auprès du Tribunal des professions .
Le 11 juillet 2024, le Barreau du Québec la poursuit au pénal et lui fait parvenir un constat d'infraction. En réponse à une plainte, l'ordre professionnel lui reproche d'avoir continué à exercer illégalement alors qu'elle est radiée. À la suite d'une première audition le 30 septembre 2024, elle réclame l'arrêt des procédures,. L'issue du procès reste à déterminer.